# Wiesław Gąsiorek
Wiesław Gąsiorek (ur. 13 stycznia 1936 w Poznaniu, zm. 4 lutego 2002 tamże) – polski tenisista, wielokrotny mistrz Polski, mistrz Europy w grze podwójnej w 1971 roku, reprezentant Polski w Pucharze Davisa i halowym King’s Cup, trener tenisa.

## Kariera zawodnicza
Jeden z najlepszych zawodników w historii polskiego tenisa. W okresie 1958–1970 zdobył 21 razy tytuł mistrza Polski (gra pojedyncza, podwójna, mieszana), w tym 12 razy z rzędu w grze pojedynczej w latach 1959–1970, 5 razy w grze podwójnej w latach 1959, 1960, 1962, 1965, 1967 (z Józefem Piątkiem) oraz 4 razy w grze mieszanej w latach 1958, 1962, 1963, 1965 (z Jadwigą Jędrzejowską). 8-krotnie zostawał także narodowym wicemistrzem Polski, w tym raz w singlu (1971 rok), 7 razy w deblu: 1958 (z Andrzejem Licisem), 1961, 1963, 1964, 1966, 1968, 1971 (z Józefem Piątkiem) i raz w mikście (1966 rok; z Jadwigą Jędrzejowską).
Ponadto 6 razy zdobył tytuł międzynarodowego mistrza Polski, w tym 4-krotnie w grze pojedynczej (1960, 1966, 1967, 1968), raz w 1971 w grze podwójnej i w 1967 w grze mieszanej oraz 6-krotnie międzynarodowego wicemistrza Polski, w tym 4-krotnie w grze pojedynczej (1963, 1964, 1969, 1972) i w grze podwójnej w 1960 i 1975 roku.
W halowych mistrzostwach Polski w grze pojedynczej 2-krotnie zdobył trofeum (1963, 1966) i 2-krotnie zostawał finalistą (1964, 1965) oraz 7-krotnie wygrywał w rywalizacji deblistów (1959–1961, 1963–1966).
W przeciągu swojej kariery udało mu się zdobyć tytuł mistrza Polski juniorów w grze podwójnej w 1953 i 1954 roku. W roku 1954 został także wicemistrzem Polski juniorów w grze pojedynczej.
W rozgrywkach drużynowych I ligi z sekcją tenisową KS Warta Poznań zdobył tytuł drużynowego mistrza Polski w latach 1965 i 1970, a w latach 1961, 1964, 1966, 1969 tytuł wicemistrzowski. W 1967 KS Warta Poznań wycofała się z rozgrywek krajowej ekstraklasy na znak protestu przeciwko zawieszeniu Wiesława Gąsiorka przez Polski Związek Tenisowy. W 1976 roku osiągnął triumf z GKS Olimpią Poznań.
Był numerem jeden na liście klasyfikacyjnej PZT w latach 1960–1970.
Odnosił wielokrotnie sukcesy w szeregu turniejach krajowych i zagranicznych m.in. na French Open (w 1967 i 1969 awansował do czwartej rundy), na Wimbledonie i w US Open. W 1967 nie wykorzystał dwóch piłek meczowych w pojedynku o awans do ćwierćfinału w paryskim turnieju wielkoszlemowym podczas meczu z Australijczykiem Owenem Davidsonem. Dwa lata później na drodze do ćwierćfinału stanął Gąsiorkowi kolejny Australijczyk, Tony Roche.
Wśród pokonanych przez niego graczy byli m.in. Thomaz Koch, Pierre Darmon, Daniel Contet, Nicola Pietrangeli, István Gulyás, Ion Țiriac, Butch Buchholz, Wilhelm Bungert, Dieter Ecklebe, Mike Sangstern, Robert Howe, Wojciech Fibak, Tom Okker.
W latach 1959–1972 bronił barw Polski w Pucharze Davisa. Bilans jego występów w tych rozgrywkach wynosi 25 zwycięstw i 24 porażki. Występował również w reprezentacji w halowym Pucharze Króla (King’s Cup). Rozegrał w nim 33 spotkania, w których odniósł 10 zwycięstw. W ramach tych ostatnich rozgrywek stał się współwłaścicielem rekordu w liczbie rozegranych gemów – w 1967 przegrał z Anglikiem Rogerem Taylorem w Warszawie 27:29, 31:29, 4:6. W epoce przed wprowadzeniem tie-breaka tenisiści rozegrali – w spotkaniu do dwóch wygranych setów – 126 gemów, głównie dzięki szybkiej nawierzchni halowej, która utrudniała przełamanie serwisu.
W 1971 roku Wiesław Gąsiorek wspólnie z Tadeuszem Nowickim wywalczyli tytuł mistrzów Europy amatorów w Luksemburgu. W 1973 był trenerem reprezentacji Polski. Od 1975 był zawodnikiem i trenerem w GKS Olimpii Poznań, a od 1982 do 2000 roku był zawodnikiem oraz trenerem w klubie tenisowym „Blau-Weiß” z niemieckiego Saarbrücken.
Został pochowany na cmentarzu Miłostowo w Poznaniu.

### Występy singlowe w Wielkim Szlemie
| Turniej                 | 1959 | 1960 | 1961 | 1962 | 1963 | 1964 | 1965 | 1966 | 1967 | 1968 | 1969 | 1970 | 1971 | 1972 | W–L   |
| ----------------------- | ---- | ---- | ---- | ---- | ---- | ---- | ---- | ---- | ---- | ---- | ---- | ---- | ---- | ---- | ----- |
| Turnieje wielkoszlemowe |      |      |      |      |      |      |      |      |      |      |      |      |      |      |       |
| Australian Open         | A    | A    | A    | A    | A    | A    | A    | A    | A    | A    | A    | A    | A    | A    | 0–0   |
| French Open             | A    | 2R   | 1R   | 2R   | A    | 1R   | 3R   | 1R   | 4R   | 3R   | 4R   | 2R   | 1R   | 3R   | 12–14 |
| Wimbledon               | 1R   | 1R   | 3R   | 1R   | A    | X    | 1R   | 1R   | 1R   | 1R   | 1R   | A    | A    | A    | 2–9   |
| US Open                 | A    | A    | A    | 2R   | A    | A    | A    | A    | A    | A    | A    | A    | A    | A    | 1–1   |

### Występy deblowe w Wielkim Szlemie
| Turniej                 | 1959 | 1960 | 1961 | 1962 | 1963 | 1964 | 1965 | 1966 | 1967 | 1968 | 1969 | 1970 | 1971 | 1972 | W–L |
| ----------------------- | ---- | ---- | ---- | ---- | ---- | ---- | ---- | ---- | ---- | ---- | ---- | ---- | ---- | ---- | --- |
| Turnieje wielkoszlemowe |      |      |      |      |      |      |      |      |      |      |      |      |      |      |     |
| Australian Open         | A    | A    | A    | A    | A    | A    | A    | A    | A    | A    | A    | A    | A    | A    | 0–0 |
| French Open             | A    | A    | A    | 2R   | A    | bd   | bd   | bd   | bd   | 2R   | 1R   | 2R   | 2R   | 1R   | 0–0 |
| Wimbledon               | A    | 1R   | 1R   | 2R   | A    | bd   | bd   | bd   | bd   | 1R   | A    | A    | A    | A    | 0–0 |
| US Open                 | A    | A    | A    | 2R   | A    | A    | A    | A    | A    | A    | A    | A    | A    | A    | 1–1 |